# Conducta sexual compulsiva
La conducta sexual compulsiva es una alteración psicopatológica asociada a diversos cuadros psiquiátricos y neurológicos. Es una preocupación excesiva por fantasías, pensamientos obsesivos sobre el sexo, una compulsión por realizar actos sexuales, una pérdida de control o hábitos sexuales que conllevan problemas o riesgos potenciales, impulsos o conductas sexuales que son difíciles de controlar y causan deterioro, provocan angustia, afectan de manera negativa la salud, el trabajo y las relaciones afectivas.
La conducta sexual compulsiva incluye una amplia variedad de términos como “don juanismo”, hipersexualidad, sexualidad impulsiva, sexualidad compulsiva, conducta sexual fuera de control o conducta sexual desregulada.
Los pensamientos y comportamientos sexuales obsesivos, sensación de incontrolabilidad sobre los impulsos sexuales, causa graves problemas psicosociales, la conducta sexual es autodestructiva y va asociada no al placer sino a sentimientos de culpa y ansiedad intensos. Produce un gran malestar y padecimiento.

## Cuadros psiquiátricos
La conducta sexual compulsiva se relaciona con otros trastornos mentales como el estrés postraumático, el trastorno obsesivo-compulsivo, la bipolaridad, la manía y las adicciones. Este tipo de conductas sexuales compulsivas pueden aparecer en pacientes bipolares en fase maníaca aguda, en adictos y en pacientes con TOC que a veces describen conductas sexuales compulsivas de tipo parafílico.
En los varones es un factor de predicción de la reincidencia en los delitos sexuales y el consumo de pornografía se ha relacionado con actitudes que apoyan la violencia contra las mujeres.
En las mujeres suele ser un efecto de estrés postraumatico producto de un abuso sexual. 
La falta de pruebas empíricas sobre la adicción sexual es el resultado de la ausencia total de la enfermedad en las versiones del Manual diagnóstico y estadístico de los trastornos mentales.
La conducta sexual compulsiva,  adicción sexual o  trastorno hipersexual se utiliza como un constructo paraguas para abarcar varios tipos de comportamientos problemáticos, incluyendo el uso de pornografía excesivo, la masturbación excesiva, el cibersexo, el comportamiento sexual con adultos que consienten, el sexo telefónico, la visita a clubes de estriptis. Las consecuencias adversas de la adicción sexual son similares a las de otros trastornos adictivos.
La conducta sexual compulsiva y los trastornos por consumo de sustancias tienen mucho en común, por eso, en muchos casos, se usan tratamientos farmacológicos y psicoterapéuticos similares.

## Cuadros neurológicos
El deterioro funcional y cognitivo que  acompaña a las demencias puede traer como consecuencia  alteraciones comportamentales  sexualmente inapropiados. La demencia puede causar una pérdida total de la inhibición y reflejarse en comportamientos  inapropiados como el interés obsesivo en actividades sexuales o la  masturbación excesiva o en público, lo cual deriva en conductas sexuales compulsivas de las cuales la persona no tiene consciencia ni responsabilidad.